# تشارلز كينيدي
تشارلز كينيدي (بالإنجليزية: Charles Kennedy )‏ (و. 1959 – 2015 م) هو سياسي، وصحفي، من المملكة المتحدة، ولد في إنفرنيس، كان عضوًا في الديمقراطيين الليبراليين، توفي عن عمر يناهز 56 عاماً.

## مناصب
تولى منصب عضو البرلمان في المملكة المتحدة.

## التعليم
تعلم في جامعة جلاسكو، وLochaber High School ‏.

## روابط خارجية
- تشارلز كينيدي على موقع الموسوعة البريطانية (الإنجليزية)
- تشارلز كينيدي على موقع مونزينجر (الألمانية)
- تشارلز كينيدي على موقع ميوزك برينز (الإنجليزية)
- تشارلز كينيدي على موقع إن إن دي بي (الإنجليزية)